# Arminia Bielefeld
Deutscher Sport-Club Arminia Bielefeld é uma agremiação esportiva alemã, fundada a 3 de maio de 1905, e sediada na cidade de Bielefeld, na Renânia do Norte-Vestfália. 
A associação, que conta com 11.394 sócios, além do futebol, oferece hóquei em campo, patinação artística e bilhar. Suas cores são preto, branco e azul. O nome deriva do chefe querusco Arminius, que derrotou um exército romano na Batalha da Floresta de Teutoburgo.
Manda seus jogos na Bielefelder Alm desde 1926. Em 2004, o estádio foi nomeado "SchücoArena" através de um acordo de patrocínio.

## História
Criado em 1905 com o nome de 1. Bielefelder Fussball-Club Arminia, se fundiu com uma outra equipe local, o Bielefelder Turngemeinde, mas após um ano se separou para assumir a denominação atual, Deutscher Sportclub Arminia, em 1927. O nome Arminia é uma versão feminina de Armínio, o lendário herói da Batalha da Floresta de Teutoburgo, que cessou o avanço dos romanos na Alemanha Setentrional.
Os quatorze homens que fundaram o clube pertenciam à burguesia local. Duas semanas depois, o clube jogou sua primeira partida contra um time de Osnabrück. Nem o nome do adversário nem o resultado são conhecidos. O clube foi admitido na DFB, no mesmo ano. Em 1907, o rival FC Siegfried juntou-se ao Arminia, um movimento que fortaleceu o esquadrão.
Sua primeira conquista grande veio, em 1913, quando ganhou o campeonato da Vestfália após a vitória por 5 a 1 sobre o BV Dortmund 04. O surto da Primeira Guerra Mundial interrompeu a ascensão do Arminia em direção ao topo. Em 1919, fundiu-se com o Arminia Bielefelder Turngemeinde 1848 para formar o TG Arminia Bielefeld. No entanto, a fusão se desfez, em 1922, e ambos os clubes foram formados novamente.
O Arminia venceu o campeonato da Alemanha Ocidental em 1922. Originalmente, a equipe estava empatada em pontos com o Kölner 01, mas este foi punido por conta da utilização irregular de um jogador em uma partida. O Arminia atuou pela primeira vez no campeonato alemão, mas foi eliminado nas quartas de final após ser goleado por 5 a 0 pelo Wacker München. Em 1923, ganhou o seu segundo título de forma dramática. A equipe perdia para o TuRU Düsseldorf por 3 a 1 a meia hora do final, mas reagiu a tempo de virar o jogo e ganhar por 4 a 3. O 1. FC Union Berlin foi seu adversário nas quartas de final do campeonato alemão. A partida terminou sem gols, portanto, um outro jogo foi realizado. O Arminia fez 1 a 0 e sofreu o empate nos acréscimos. O time de Berlim venceu o jogo nos acréscimos. Walter Claus-Oehler se tornaria o primeiro jogador da equipe a ser convocado à seleção alemã. O Arminia ganhou mais títulos da Vestfália, na temporada 1924-1927, mas foi incapaz de repetir o seu sucesso na então Alemanha Ocidental. Em 30 de janeiro de 1926, o nome foi mudado para Deutscher Sportclub Arminia Bielefeld. Sua próxima taça de prata seria conquistada, em 1932, ao triunfar na taça Vestfália.
Em 1933, o time se qualificou para a Gauliga Westfalen, na qual acabou rebaixado na temporada inaugural. Houve três tentativas de conseguir a promoção antes do seu retorno à elite, conquistado em 1938. O seu melhor desempenho na Gauliga foi na campanha de 1939-1940, na qual terminou em segundo. Dois anos depois, o Arminia foi uma das 2 equipes a vencer o Schalke 04, na época o melhor time do futebol alemão. Em 25 de julho de 1943 ocorreu uma fusão com o rival local VfB 03 Bielefeld. Contudo, após a união, o time terminou a temporada 1943-1944 em último lugar.
Após a Segunda Guerra Mundial, uma nova liga contendo as equipes que competiram na Gauliga Westfalen foi formada. O Arminia acabou rebaixado e não retornaria à Gauliga. Em 1947-1948, disputou a terceira divisão pela primeira vez em sua história. Depois de uma ótima temporada na Bezirksklasse, o time foi penalizado em 14 pontos pelo uso de um jogador em condição irregular. A temporada seguinte já estava em andamento quando a Landesliga (II) foi ampliada. O Arminia aproveitou a sua chance, venceu o campeonato e ganhou a promoção para a Oberliga West.
O sonho, no entanto, duraria apenas um ano. O time venceu o Schalke 04 por 4 a 2 em casa, mas terminou na penúltima colocação. Em 1954, acabaria novamente rebaixado para a terceira divisão. Tardou oito anos para que o time voltasse à segunda divisão. Já no segundo nível, o time lutou para alcançar o sétimo lugar para assegurar uma vaga na recém-formada Regionalliga West.
O Bielefeld terminou as suas primeiras temporadas no meio da tabela. Em 1966, venceu o Alemannia Aachen para reivindicar a taça da Alemanha Ocidental pela primeira vez. Um ano depois, Ernst Kuster se juntou à equipe e passou a ser o maior artilheiro da equipe em todos os tempos. A derrota por 1 a 0 diante do Wuppertaler SV, no último dia da temporada 1966-1967, impediu que o time conseguisse chegar aos play-offs. O time se sagrou vice-campeão na temporada 1969-1970 e ganhou a promoção para a Bundesliga, depois de uma vitória por 2 a 0 no Tennis Borussia Berlin nos play-offs.
O Arminia Bielefeld esteve no centro de um escândalo que atingiu a Bundesliga na temporada 1970-1971, quando foi acusado de corromper jogadores de outras equipes, entre as quais, o Kickers Offenbach, Hertha Berlin, Schalke 04 e Colônia, na tentativa de assegurar a permanência na Bundesliga. A justiça esportiva condenou a agremiação à perda de todos os pontos obtidos e ao rebaixamento à Regionalliga Ovest (II). Foram também suspensos alguns jogadores de várias equipes. O Bielefeld terminou em décimo-quarto lugar e já se preparava para a temporada seguinte quando o escândalo foi revelado. O time foi autorizado a jogar a temporada 1971-1972, mas acabou forçado a atuar na Regionalliga. O time lutou nas temporadas seguintes, o suficiente para ser incluído na recém-formada 2. Fußball-Bundesliga em 1974.
Depois de duas temporadas na metade da tabela, o Arminia tinha boas chances de retornar à Bundesliga em 1976-1977, mas terminou apenas como vice-campeão, atrás do St. Pauli. O time enfrentou o Munique 1860 no play-off, cujo vencedor ganharia a promoção à primeira divisão. O Arminia venceu a primeira partida em casa por 4 a 0, mas perdeu a segunda em Munique pelo mesmo placar. Um terceiro jogo foi realizado em Frankfurt e o seu adversário o bateu por 2 a 0.
A agremiação é frequentemente chamada de elevador, dado que detém o recorde de promoções, sete, na Bundesliga e de rebaixamentos, sete, para a segunda divisão. Da temporada 2005-2006 à temporada 2008-2009 jogou na Bundesliga após a promoção obtida na temporada 2004-2005. Conquistou, assim, o recorde de campeonatos consecutivas na primeira divisão, cinco, igualando a performance dos anos 1980, quando o time atuou na série máxima do futebol alemão da temporada 1980-1981 até 1984-1985, período no qual o clube de Bielefeld conseguiu também as suas melhores apresentações na elite, como o oitavo lugar na temporada 1982-1983 e em 1983-1984.
Apesar da aparente inconstância, o Arminia conseguiu bons resultados no curso da sua história. Nos anos 1920 venceu uma série de campeonatos regionais. Desde a formação da Bundesliga, em 1963, o time militou sempre na Bundesliga ou nas segundas divisões, exceto por sete temporadas, de 1988-1989 a 1994-1995, quando transcorreu na terceira série. Além disso, em 2005 e em 2006 alcançou a semifinal da Copa da Alemanha.
De 2009 a 2011, a equipe conheceu um período de declínio, também por conta de problemas financeiros, com dois rebaixamentos (em ambos os casos no último lugar na Bundesliga) no giro de três temporadas, que o levaram da Bundesliga à terceira série alemã.
Na temporada 2024/25 o clube fez história ao eliminar o Bayer Leverkusen pela Copa da Alemanha e chegar a final da competição.

## Estádio

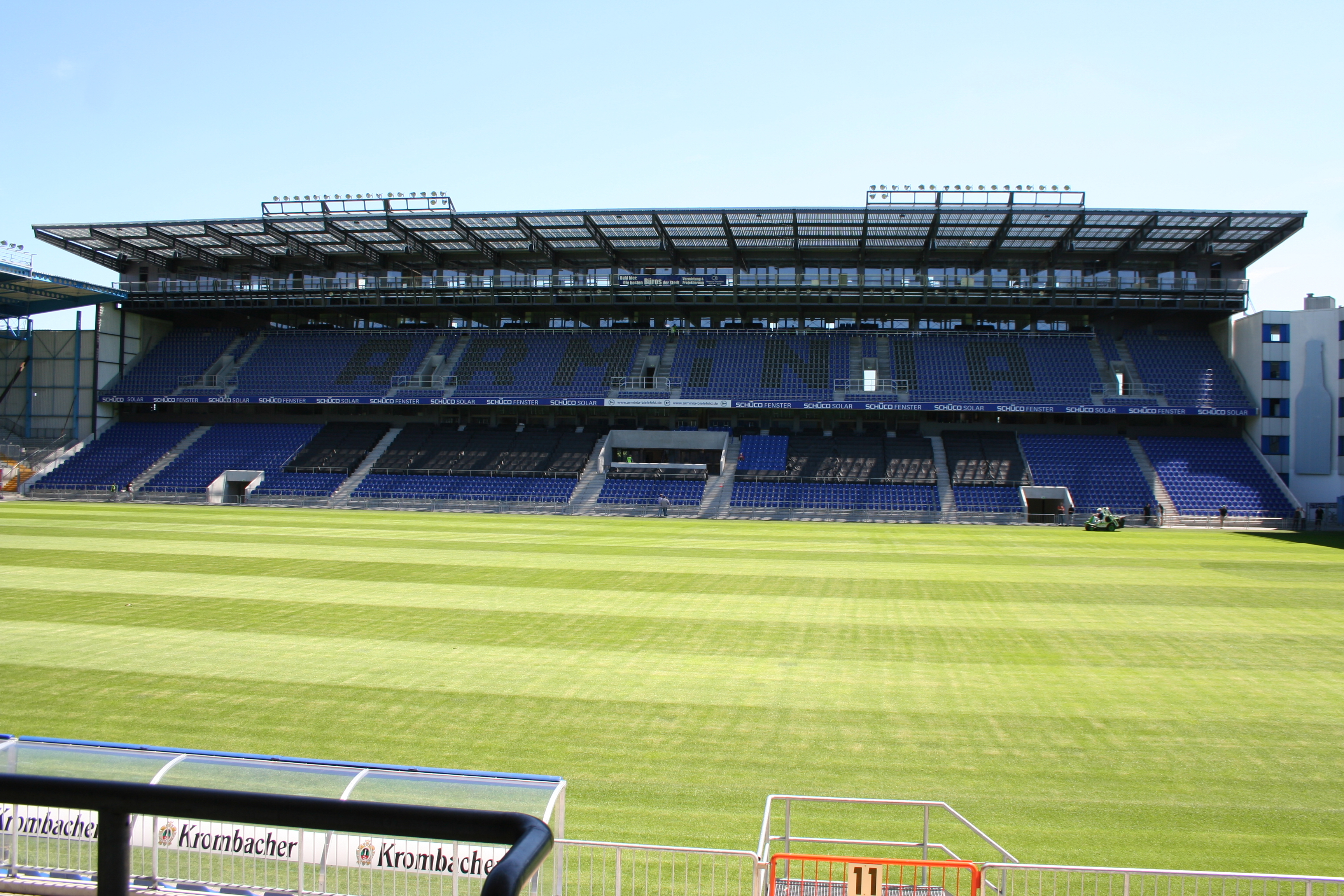
Arquibancadas da Bielefelder Alm.

O Arminia Bielefeld manda seus jogos na Bielefelder Alm, conhecido também por "Schüco Arena", sua capacidade atual é de 27.300 espectadores.

## Títulos

### Ligas
- 2. Fußball-Bundesliga:
  - Campeão (4): 1978, 1980, 1999, 2019–20;
- 3. Bundesliga
  - Campeão (2):2014-15, 2024-25
- Oberliga Westfalen:
  - Campeão (1): 1990

### Títulos regionais
- Western German football championship
  - Campeão: 1922;
  - Vice-campeão: 1913, 1924;
- Westphalian champion:
  - Campeão (11): 1912, 1921, 1922, 1923, 1924, 1925, 1926, 1927, 1933, 1962, 1990;
  - Vice-campeão (1): 1929, 1989;

### Copas
- Copa da Alemanha:
  - Vice-campeão (1): 2024–25;
- West German cup:
  - Campeão (2): 1966, 1974;
- Westphalian cup:
  - Campeão (2): 1908, 1932, 1991, 2012;

## Ídolos
Um dos primeiros ídolos do Bielefeld é o meia Walter Claus-Oehler. Ele chegou a ser convocado para a Seleção Alemã, sendo o primeiro atleta da equipe a alcançar tal feito.
Na década de 1960, o Arminia teria como destaques Dieter Schulz, marcado por ter um bom poderio ofensivo, mesmo sendo zagueiro, e o meia Bernd Kirchner.
Norbert Eilenfeldt foi o principal atleta do Arminia nos anos 1970. Atuou no clube entre 1976 e 1981, e participou das campanhas daquele período que caracterizou a agremiação como um dos "elevadores" do futebol alemão, alternando presenças na primeira e segunda divisão.
Outros ídolos do clube são o goleiro Uli Stein, o meia Thomas von Heesen e os atacantes Frank Pagelsdorf (maior artilheiro da história do time), Stefan Kuntz e Bruno Labbadia,
Alguns dos jogadores de destaque do Arminia nos últimos anos são o goleiro Mathias Hain, o lateral Tobias Rau, os zagueiros Márcio Borges, Petr Gabriel, Heiko Westermann e Radim Kučera, os meias Jörg Böhme, Fatmir Vata e Rüdiger Kauf, além dos atacantes Ali Daei, Artur Wichniarek e Sibusiso Zuma.

## Curiosidades
- O futebol fez a sua estreia na rádio alemã em novembro de 1925 com a transmissão de uma parte do jogo entre o Arminia e o Preussen Münster.
- Em 1998, o Arminia tornou-se a primeira equipe alemã a pôr sob contrato dois jogadores provenientes do Irã, Ali Daei e Karim Bagheri.
- Junto ao Sport-Club Tasmania von 1900 Berlin, o Arminia detém o recorde de 10 derrotas consecutivas na Bundesliga.
- Em 1996, o Arminia Bielefeld comprou um atleta de nome Josef Ivanović, diretamente da Kreisliga, a mais baixa categoria futebolística amadora da Alemanha em absoluto. Ivanović teve depois sucesso na Zweite Bundesliga.

## Mascote
A mascote do Arminia Bielefeld é uma vaca chamada "Arminis". O nome foi, assim como foi na escolha da nova nomenclatura do clube, foi em homenagem ao guerreiro Arminius. Outro mascote do clube é o búfalo Lohmann . Ao que consta, na década de 1920 um búfalo invadiu o gramado de Bielefeld. Seu dono era um fazendeiro chamado Bauer Lohmann e assim surgiu o mascote e seu nome.